# Charles Montier

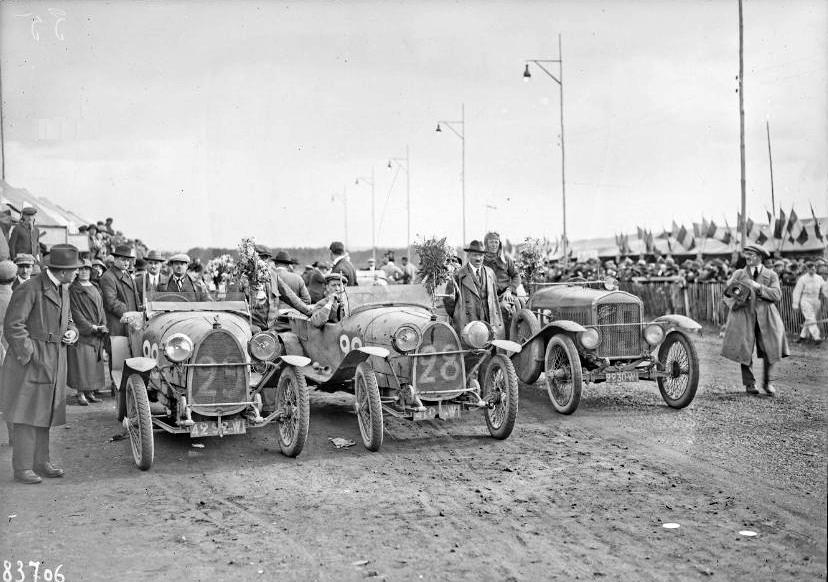
Der Montier Spezial (Startnummer 19, rechts), von Albert Ouriou und Charles Montier vor dem Start zum 24-Stunden-Rennen von Le Mans 1923

Charles Pierre Elie Montier (* 28. Juni 1879 in Neapel; † 18. Juni 1952 in Asnières-sur-Seine) war ein französischer Autorennfahrer und Fahrzeugkonstrukteur.

## Rennfahrer und Konstrukteur
Charles Montier war vor dem Ersten Weltkrieg als Fahrzeugkonstrukteur tätig und arbeitete unter anderem bei  Darracq. Außerdem baute er Kleinwagen unter dem Namen Charles Montier et Cie. In den 1920er Jahren wurde er Ford-Vertreter in Frankreich und entwickelte in seinem Unternehmen Charles Montier et Cie Fahrzeuge unter eigenem Namen, deren Basis Ford Modell T und Modell A waren.
Als Rennfahrer war Montier schon in den 1910er Jahren aktiv, als er 1912 mit einem Ford-Montier 6CV beim Großen Preis von Frankreich am Start war. Gemeinsam mit seinem Schwager Albert Ouriou war er 1923 beim ersten 24-Stunden-Rennen von Le Mans der Motorsportgeschichte am Start und erreichte den 14. Rang in der Gesamtwertung.

## Statistik

### Le-Mans-Ergebnisse
| Jahr | Team                                  | Fahrzeug        | Teamkollege   | Platzierung     | Ausfallgrund |
| ---- | ------------------------------------- | --------------- | ------------- | --------------- | ------------ |
| 1923 | Établissements Charles Montier et Cie | Montier Spezial | Albert Ouriou | Rang 14         |              |
| 1924 | Établissements Charles Montier et Cie | Montier Spezial | Albert Ouriou | Ausfall         | Motorschaden |
| 1925 | Établissements Charles Montier et Cie | Montier Spezial | Albert Ouriou | disqualifiziert |              |